# Рюдербак
Рюдерба́к (фр. Ruederbach) — коммуна на северо-востоке Франции в регионе Гранд-Эст (бывший Эльзас — Шампань — Арденны — Лотарингия), департамент Верхний Рейн, округ Альткирш, кантон Альткирш. До марта 2015 года коммуна административно входила в состав упразднённого кантона Ирсенг (округ Альткирш).
Площадь коммуны — 4,46 км², население — 322 человека (2006) с тенденцией к росту: 367 человек (2012), плотность населения — 82,3 чел/км².

## Население
Численность населения коммуны в 2011 году составляла 363 человека, а в 2012 году — 367 человек.
| 1962 | 1968 | 1975 | 1982 | 1990 | 1999 | 2006 | 2007 | 2008 | 2011 | 2012 |
| ---- | ---- | ---- | ---- | ---- | ---- | ---- | ---- | ---- | ---- | ---- |
| 292  | 275  | 271  | 245  | 270  | 280  | 322  | 328  | 339  | 363  | 367  |

Динамика населения:

## Экономика
В 2010 году из 216 человек трудоспособного возраста (от 15 до 64 лет) 184 были экономически активными, 32 — неактивными (показатель активности 85,2 %, в 1999 году — 72,9 %). Из 184 активных трудоспособных жителей работали 173 человека (96 мужчин и 77 женщин), 11 числились безработными (трое мужчин и 8 женщин). Среди 32 трудоспособных неактивных граждан 11 были учениками либо студентами, 11 — пенсионерами, а ещё 10 — были неактивны в силу других причин.
На протяжении 2011 года в коммуне числилось 144 облагаемых налогом домохозяйства, в которых проживало 360,5 человек. При этом медиана доходов составила 24057 евро на одного налогоплательщика.

## Достопримечательности (фотогалерея)

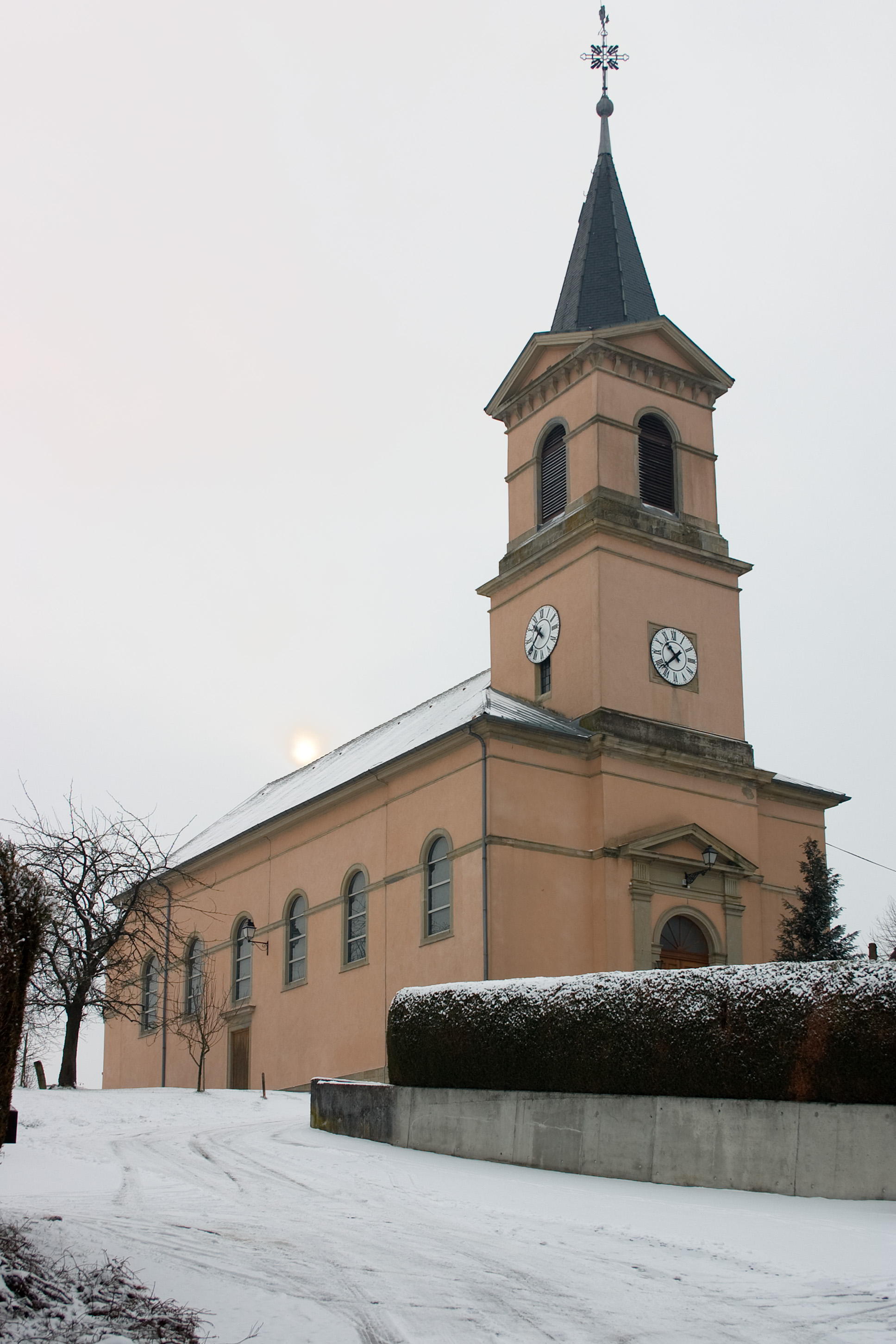
Церковь Сен-Сигизмунд